# Tamoxifène
Le tamoxifène est un modulateur sélectif des récepteurs des œstrogènes utilisé sous forme orale dans le cancer du sein. Il est pour l'instant le traitement le plus vendu dans le cadre du traitement de ce cancer. Il est utilisé dans le traitement de cancers du sein ayant des récepteurs des œstrogènes à la surface des cellules cancéreuses en phase précoce ou avancée chez les femmes pré- et post-ménopausées.
Le tamoxifène est commercialisé, entre autres, sous la marque Nolvadex.
Dans certains pays, il est vendu comme médicament générique.

## Découverte
Le tamoxifène est découvert à la fin des années 1950 par l'endocrinologue Arthur Walpole, qui était parvenu à comprendre le mécanisme de blocage des récepteurs d'œstrogènes des cellules cancéreuses.
Responsable du programme de contrôle de la reproduction et de la fertilité aux laboratoires des Imperial Chemical Industries (ICI), Walpole et son équipe sont initialement chargés de développer une pilule contraceptive. Le composé ICI 46,474 (plus tard rebaptisé en tant que tamoxifène) est synthétisé pour la première fois en 1962 par la chimiste Dora Richardson, membre de l'équipe de recherche d'Arthur Walpole, à partir des dérivés du triphényléthylène.
Lors des premières expériences le composé s'avère stimuler l'ovulation, alors qu'il est conçu pour agir comme un anti-œstrogène. Le projet est alors redirigé par Walpole, qui propose développer ICI 46,474 comme traitement du cancer du sein. Dans les années 1980, de nouveaux essais cliniques ont démontré l'effectivité du composé dans les premiers stades du cancer.

## Mode d'action
Il s'agit d'un anti-œstrogène agissant par inhibition compétitive de la liaison de l'estradiol avec ses récepteurs. Par ailleurs, il possède un effet œstrogénique sur plusieurs tissus tels l'endomètre (d'où le sur-risque de développer une tumeur endométriale par activité agoniste sur l'épithélium) et l'os (diminution de la perte osseuse post ménopausique) et sur les lipides sanguins (diminution du LDL-cholestérol).

## Limites
Cependant, le tamoxifène n'est efficace que contre les cancers dits « hormonodépendants ». De plus, une surexpression de métallothionéines (normalement observée après intoxication par un ou plusieurs métaux lourds) induit une résistance à un sous-ensemble de médicaments anticancéreux cliniquement importants, dont le tamoxifène (ainsi que le chlorambucil, le Cis-platine (cis-diamminedichloroplatinum (II) et le melphalan, alors que le 5-fluorouracile ou la vincristine restent efficaces).
Des recherches visant à trouver de nouvelles molécules palliant ce problème sont réalisées à l'heure actuelle.

## 4-hydroxytamoxifène
Le 4-hydroxytamoxifène est un métabolite que le corps produit après ingestion de tamoxifène. On peut également le produire au laboratoire.
Ce serait la forme active de la molécule. Il réduit la densité du sein. Une forme topique de 4-hydroxytamoxifène est à l'étude dans le cas du cancer du sein.
Le tamoxifène est transformé en 4-hydroxytamoxifène par le cytochrome p450 de type CYP2D6 ce qui fait que tout inhibiteur de ce cytochrome diminue le taux du métabolite, et donc son activité. Cela peut se traduire par un plus grand nombre de récidives cancéreuses, comme il a été décrit en cas de traitement concomitant avec de la paroxétine, un antidépresseur.

## Divers
Le composé est approuvé par la FDA en tant que traitement pour la réduction du risque de cancer du sein, depuis 1998.
Le tamoxifène fait partie de la liste des médicaments essentiels de l'Organisation mondiale de la santé (21e édition, 2019).